# Scall
Scall war ein von 1994 bis 2002 offiziell (inoffiziell bis 2009) betriebener Pagerdienst in Deutschland.

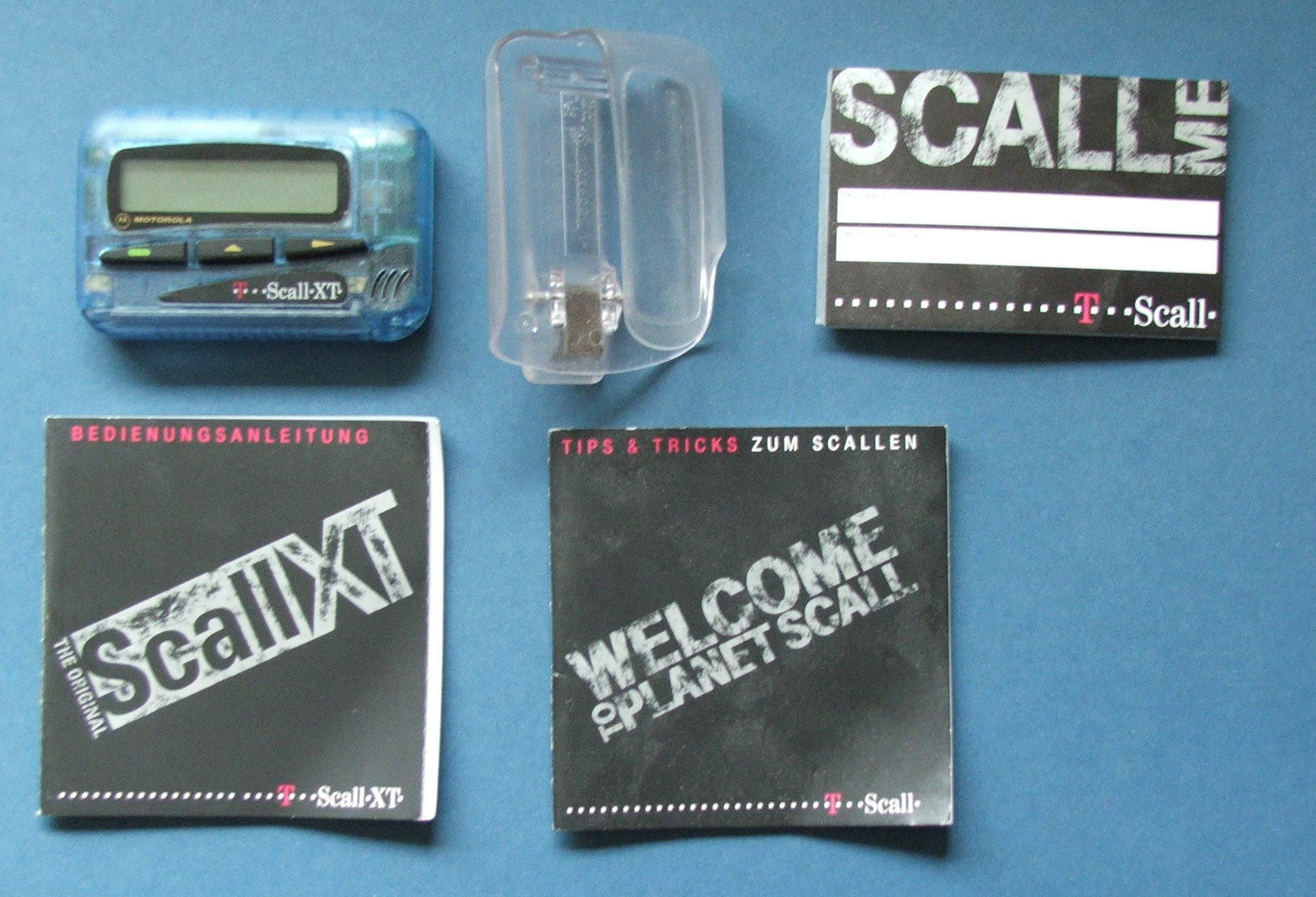
Scall

## Geschichte
Scall wurde 1994 von der DeTeMobil GmbH, Bonn in Betrieb genommen.  Im Jahr 2000 wurde der Scall-Dienst zusammen mit dem Cityruf-Dienst und Skyper an das Unternehmen eMessage verkauft. Diese stellte den Dienst Mitte 2002 offiziell ein.
Einige Scall-Empfänger waren noch bis November 2009 per SMS aus dem T-Mobile-Netz erreichbar. Nun werden die noch zahlreich vorhandenen Scall-Empfänger zu Empfängern für die Frequenzen des 70-cm-Bandes im Amateurfunk umgebaut. Die Geräte, deren Ruf-ID mit einer „1“ beginnt, lassen sich auch noch als eCityruf-Empfänger im Cityruf-Netz betreiben.

## Wettbewerbssituation
Der Pagerdienst erfreute sich Mitte der 1990er Jahre einer gewissen Beliebtheit, als Telefonieren über Mobilfunk noch nicht verbreitet war. Neben dem Scall-Dienst, der wie anfangs auch Cityruf von der Deutschen Telekom betrieben wurde, existierten ähnliche Dienste von Miniruf GmbH (Quix) und Deutsche Funkruf GmbH (TeLMI). Die Zielgruppe waren Jugendliche (der Kunde wurde in den Betriebsanleitungen geduzt).

## Technik
Zu jedem Scall-Empfänger gehörte eine kostenpflichtige Telefonnummer mit der Vorwahl 01681. Auf das Einsteigermodell Scall XS konnte der Anrufer über Tasten- oder Spracheingabe lediglich die Ziffern 0–9 übertragen (die Rautetaste erzeugte einen Bindestrich). Später wurde für jeden Scallempfänger auch eine Voicebox, also eine Art Anrufbeantworter, der über das Festnetz oder von öffentlichen Telefonen zu erreichen war, eingerichtet. Zudem war es in den letzten Jahren möglich, über die Betreffzeile einer E-Mail an Empfängernummer@scall.de kostenlos Ziffernfolgen zu versenden.
Die Modelle Scall XT und Scall XTS erlaubten das Empfangen von alphanumerischen Nachrichten, ähnlich den Diensten Cityruf, TelMI (mit Empfängern TelMI Top und TelMI Pro), Quix und Skyper.
Ein Scall XT kostete im August 1997 139 DM, die Swatch-Uhr mit eingebautem Scall-Empfänger (Swatch the Beep) etwa 200 DM. Nachteilig war, dass Meldungen offiziell nur in einem Radius von 25 km (oft waren aber die realen Reichweiten deutlich größer) um den angegebenen Wohnort zu empfangen waren. Wollte ein Nutzer an einem anderen Standort Nachrichten empfangen, musste er über eine kostenpflichtige Telefonnummer (Vorwahl 01680) die entsprechende Postleitzahl eingeben. Außerhalb des aktuell angemeldeten Bereichs war das Gerät nutzlos. Im Gegensatz zum SMS wurde die Nachricht nicht asynchron zugestellt. In den letzten Jahren konnte man die Postleitzahländerung kostenlos über eine Webseite vornehmen.